# Kokon (Film)
Kokon (internationaler Titel: Cocoon) ist ein deutscher Spielfilm von Leonie Krippendorff aus dem Jahr 2020. Der Coming-of-Age-Film, für den die Regisseurin auch das Drehbuch verfasste, stellt eine pubertierende Jugendliche (dargestellt von Lena Urzendowsky) in den Mittelpunkt, die während eines Sommers in ihrer Heimatstadt Berlin ihre Sexualität entdeckt.
Die Uraufführung fand am 21. Februar 2020 im Rahmen der 70. Internationalen Filmfestspiele Berlin als Eröffnungsfilm der Sektion Generation 14plus statt. Der Kinostart in Deutschland war zunächst für den 30. April 2020 vorgesehen, wurde dann jedoch auf den 13. August 2020 verschoben.

## Handlung
Berlin, im Sommer 2018: Die 14-jährige Nora wächst mit ihrer älteren Schwester Jule am Kottbusser Tor in Kreuzberg auf. Viel Zeit verbringen die Mädchen mit Jules bester Freundin Aylin. In diesem flirrenden Hochsommer gibt es viele erste Male für die zurückhaltende Nora. Sie hat zum ersten Mal ihre Menstruation, probiert Kiffen und entdeckt das erste sexuelle Begehren. Die Verwandlung ihres mädchenhaften Körpers zu dem einer jungen Frau löst bei Nora große Unsicherheit aus. Während sich bei Jule und Aylin fast alles um ihr Aussehen und um die Selbstdarstellung in den sozialen Medien dreht, macht sie durch Zufall die Bekanntschaft mit Romy. Sie verliebt sich in das ältere Mädchen, das ihr beibringt, zu sich und ihrem Körper zu stehen.

## Hintergrund
Für Regisseurin Leonie Krippendorff ist Kokon der zweite Spielfilm, den sie realisiert. Zum zweiten Mal arbeitete sie dabei nach ihrem Langfilmdebüt Looping (2016) mit der Schauspielerin Jella Haase zusammen.
Kokon wurde von Jost Hering (Jost Hering Filme) produziert. Als Koproduzenten traten das ZDF/Das kleine Fernsehspiel, Kuratorium junger deutscher Film und Medienboard Berlin-Brandenburg auf. Die Dreharbeiten fanden von Juli bis August 2018 in Berlin statt.

## Auszeichnungen
- Bayerischer Filmpreis 2021 für Beste Nachwuchsregie und für beste Nachwuchsdarstellerin (Lena Urzendowsky)[7]
- Iris-Preis 2020 Bester Feature-Film, und Beste Hauptdarstellerin (Lena Urzendowsky)[8]
- Santo Domingo Outfest. Preis für Best film, best direction, best screenplay, best performance[9]
- Preis der Deutschen Filmkritik 2020. Nominiert für Bester Spielfilm, Beste Kamera, und Beste Hauptdarsteller (Jella Haase und Lena Urzendowsky)[10]
- Berlinale 2020, Ausgewählt als Eröffnungsfilm des Generation 14plus-Wettbewerbs.[5]
- Deutscher Filmpreis 2020, Teil der Vorauswahl[11]

## Verweise
- Kokon bei josthering.de
- Kokon bei berlinale.de
- Kokon  bei crew united
- Kokon bei filmportal.de
- Kokon bei IMDb